# Виконт Мидлтон

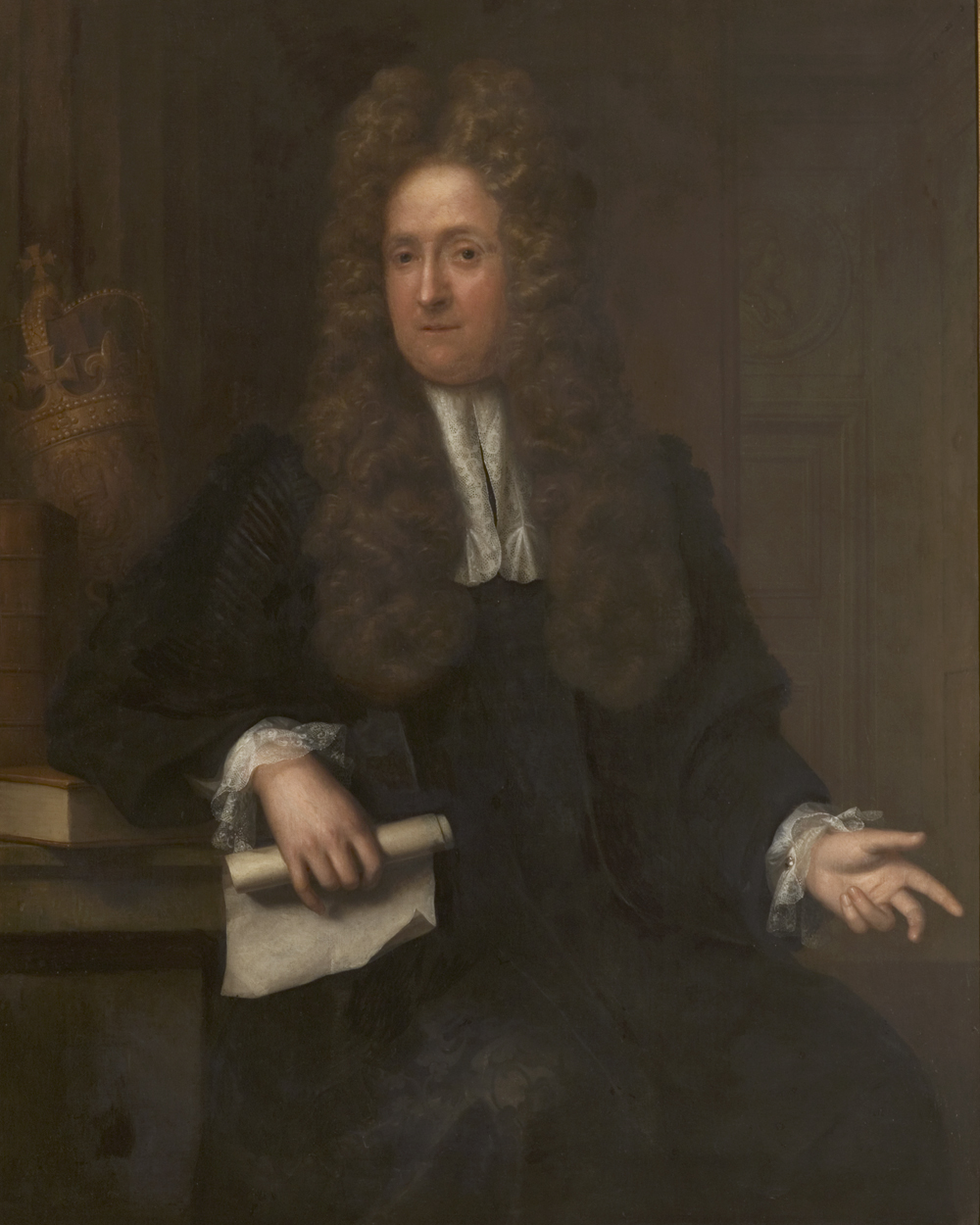
Алан Бродрик, 1-й виконт Мидлтон (1656—1728)

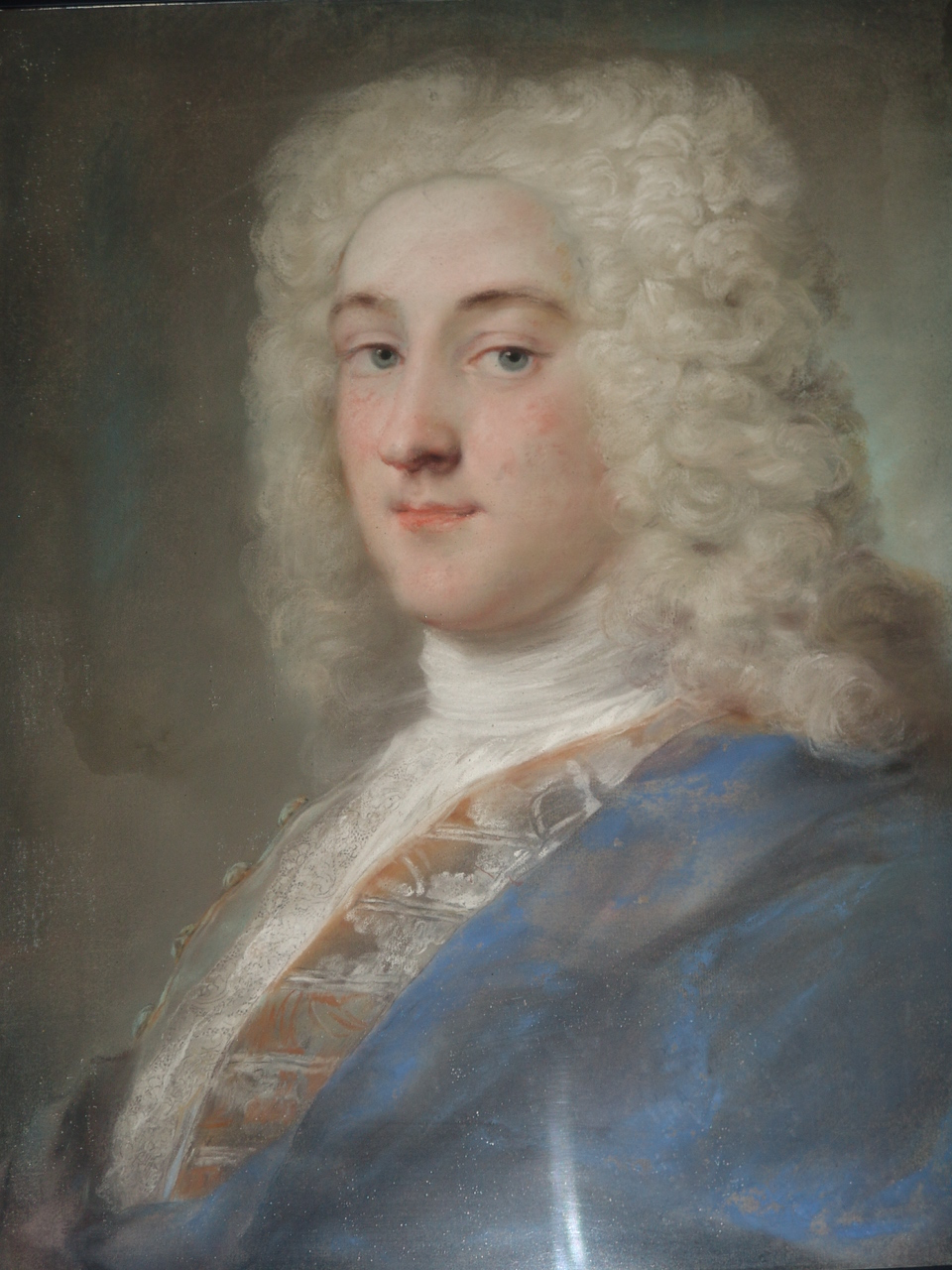
Алан Бродрик, 2-й виконт Мидлтон (1702—1747)

Виконт Мидлтон (англ. Viscount Midleton) из Мидлтона в графстве Корк — аристократический титул в системе Пэрства Ирландии.

## История
Титул виконта Мидлтона был создан 15 августа 1717 года для Алана Бродрика, 1-го барона Бродрика (ок. 1656—1728), лорда-канцлера Ирландии (1714—1725) и бывшего спикера Ирландской палаты общин (1703—1710, 1713—1714). В том же 1715 году он получил титул барона Бродрика из Мидлтона в графстве Корк в звании пэра Ирландии. Его внук, Джордж Бродрик, 3-й виконт Мидлтон (1730—1765) заседал в Палате общин Великобритании от Ашбертона (1754—1761) и Нового Шорхэма (1761—1765). Его сын, Джордж Бродрик, 4-й виконт Мидлтон (1754—1836), заседал в Палате общин от Уитчерча (1774—1800) и занимал пост лорда-лейтенанта Суррея (1814—1830). В 1796 году для него был создан титул барона Бродрика из Пепер-Хароу в графстве Суррей (Пэрство Соединённого королевства). В 1848 году после смерти его сына, Джорджа Алана Бродрика, 5-го виконта Мидлтона (1806—1848), эта линия семьи прервалась.
Ему наследовал его кузен, Чарльз Бродрик, 6-й виконт Мидлтон (1791—1863). Он был старшим сыном Чарльза Бродрика, архиепископа Кашела, четвертого сына 3-го виконта Мидлтона. Его племянник, Уильям Бродрик, 8-й виконт Мидлтон (1830—1907), кратко представлял Средний Суррей в Палате общин от консервативной партии и занимал пост лорда-лейтенанта графства Суррей (1896—1905). Его сын, Уильям Сент-Джон Фримантл Бродрик, 9-й виконт Мидлтон (1856—1942), был видным политиком-консерватором. Он занимал посты заместителя военного министра (1895—1898), заместителя министра иностранных дел (1898—1900), военного министра (1900—1903) и министра по делам Индии (1903—1905). В 1920 году для него был создан титул графа Мидлтона и виконта Данфорда из Данфорда в графстве Суррей (Пэрство Соединённого королевства). В 1979 году после смерти его сына, Джорджа Сент-Джона Бродрика, 2-го графа Мидлтона (1888—1979), титулы графа Мидлтона и виконта Данфорда угасли. Ирландские титулы унаследовал его троюродный брат, Тревор Бродрик, 11-й виконт Мидлтон (1903—1988). Он был внуком преподобного достопочтенного Алана Бродрика, младшего сына 7-го виконта Мидлтона.
По состоянию на 2025 год, обладателем титула являлся его сын, Алан Генри Бродрик, 12-й виконт Мидлтон (род. 1949), который наследовал своему отцу в 1988 году.

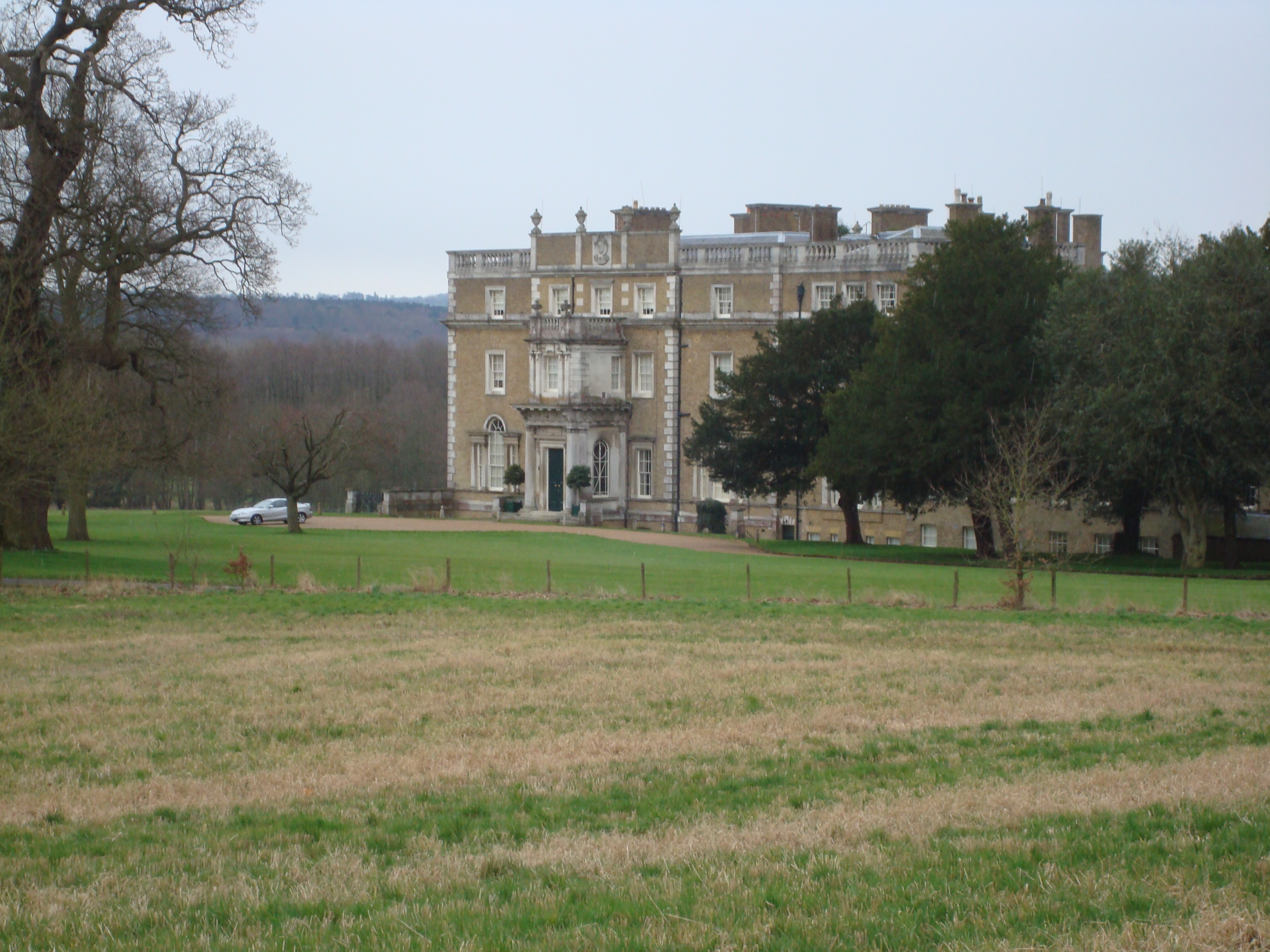
Пепер-Хароу-хаус, резиденция виконтов и графов Мидлтон

Родовая резиденция виконтов Мидлтон — Пепер-Хароу в окрестностях Годалминга в графстве Суррей. В 1944 году 2-й граф Мидлтон продал свою семейную усадьбу.

## Виконты Мидлтон (1717)
- 1717—1728: Алан Бродрик, 1-й виконт Мидлтон (1656 — 29 августа 1728), второй сын сэра Сент-Джона Бродрика (1627—1711/1712)
  - Достопочтенный Сент-Джон Бродрик (1685 — 21 февраля 1728), старший сын предыдущего
- 1728—1747: Алан Бродрик, 2-й виконт Мидлтон (31 января 1702 — 8 июня 1747), сводный брат предыдущего
- 1747—1765: Джордж Бродрик, 3-й виконт Мидлтон (3 октября 1730 — 22 августа 1765), второй сын предыдущего
- 1765—1836: Джордж Бродрик, 4-й виконт Мидлтон (1 ноября 1754 — 12 августа 1836), старший сын предыдущего
- 1836—1848: Джордж Алан Бродрик, 5-й виконт Мидлтон (10 июня 1806 — 1 ноября 1848), единственный сын предыдущего от второго брака
- 1848—1863: Чарльз Бродрик, 6-й виконт Мидлтон (14 сентября 1791 — 2 декабря 1863), старший сын его преосвященства достопочтенного Чарльза Бродрика (1761—1822), внук 3-го виконта Мидлтона
- 1863—1870: Уильям Джон Бродрик, 7-й виконт Мидлтон[англ.] (8 июля 1798 — 29 августа 1870), младший брат предыдущего
- 1870—1907: Уильям Бродрик, 8-й виконт Мидлтон (6 января 1830 — 18 апреля 1907), старший сын предыдущего
- 1907—1942: Уильям Сент-Джон Фримантл Бродрик, 9-й виконт Мидлтон (14 декабря 1856 — 13 февраля 1942), старший сын предыдущего, граф Мидлтон с 1920 года.

## Графы Мидлтон (1920)

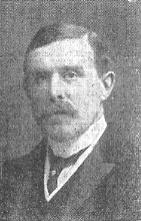
Сент-Джон Бродрик, 1-й граф Мидлтон, 9-й виконт Мидлтон (1856—1942)

- 1920—1942: Уильям Сент-Джон Фримантл Бродрик, 1-й граф Миддлтон (14 декабря 1856 — 13 февраля 1942), старший сын Уильяма Бродрика, 8-го виконта Мидлтона
- 1942—1979: Джордж Сент-Джон Бродрик, 2-й граф Миддлтон (21 февраля 1888 — 2 ноября 1979), единственный сын предыдущего от первого брака.

## Виконты Мидлтон (1717, продолжение)
- 1979—1988: Тревор Лаутер Бродрик, 11-й виконт Мидлтон (7 марта 1903—1988), старший сын Уильяма Джона Генри Бродрика (1874—1964), внук преподобного Алана Бродрика (1840—1909), правнук 7-го виконта Мидлтона
- 1988 — настоящее время: Алан Генри Бродрик, 12-й виконт Мидлтон (род. 4 августа 1949), единственный сын Алана Руперта Бродрика (1904—1972), внук Уильяма Джона Генри Бродрика (1874—1964), правнук преподобного Алана Бродрика (1840—1909), сына 7-го виконта Мидлтона
  - Наследник: Достопочтенный Эшли Руперт Бродрик (род. 25 ноября 1980), старший сын предыдущего.